# حاضرة

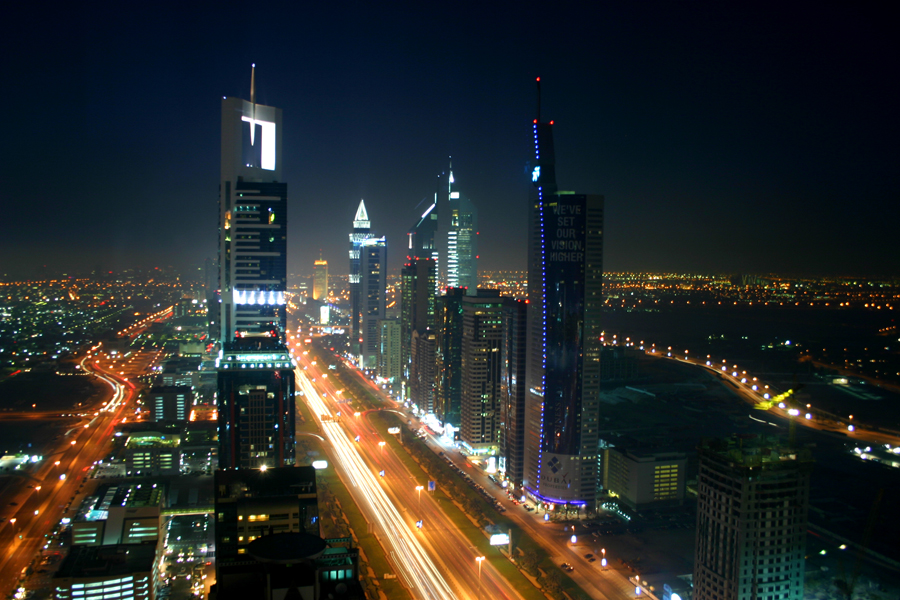
حاضرة دبي منظر ليلي

الحاضرة: هي خلاف البادية، وهي المدينة الكبيرة.

ورد في لسان العرب:
وقد تُشير إلى العاصمة أو المركز الإداري.

## الحاضرة بحسَب البلد
في العصور الحديثة أصبحت كلمة حاضرة تشير إلى مدينة توسعت لتضمَّ مدنًا أو قرًى مجاورة. ويختلف تعريفُ الحاضرة بحسَب البلد، وتعتمد بلدانُ العالم عادةً على الجهات الإحصائية لتعريف الحاضرة. وعلى حين ليس لدينا تعريف إداري أو إحصائي واضح للحاضرة في الوطن العربي، تعد الدول الغربية أكثر وضوحًا في هذا الخصوص.
وفيما يأتي بعضُ التعاريف:

### السودان
الحاضرة في السودان هي العاصمة المحلية.

#### الجزائر
الحاضرة في الجزائر هي المدينة التي يزيد عدد سكانها على 300.000 نسمة، مثل: الجزائر العاصمة، عنابة، وهران، قسنطينة. وضمَّت حديثًا مدينتَي مستغانم وسطيف.

### كندا
الحاضرة في كندا هي بلدية واحدة أو أكثر، حول تجمُّع حضري يسكنه أكثر من 100,000 نسمة (بحسَب دائرة إحصاءات كندا). وبهذا تكون تورونتو أكبرَ حاضرة في كندا.

### الولايات المتحدة
الحاضرة في الولايات المتحدة هي تجمُّع سكاني واحد أو تجمُّعات سكانية لأكثر من 50,000 نسمة.

## معرض صور

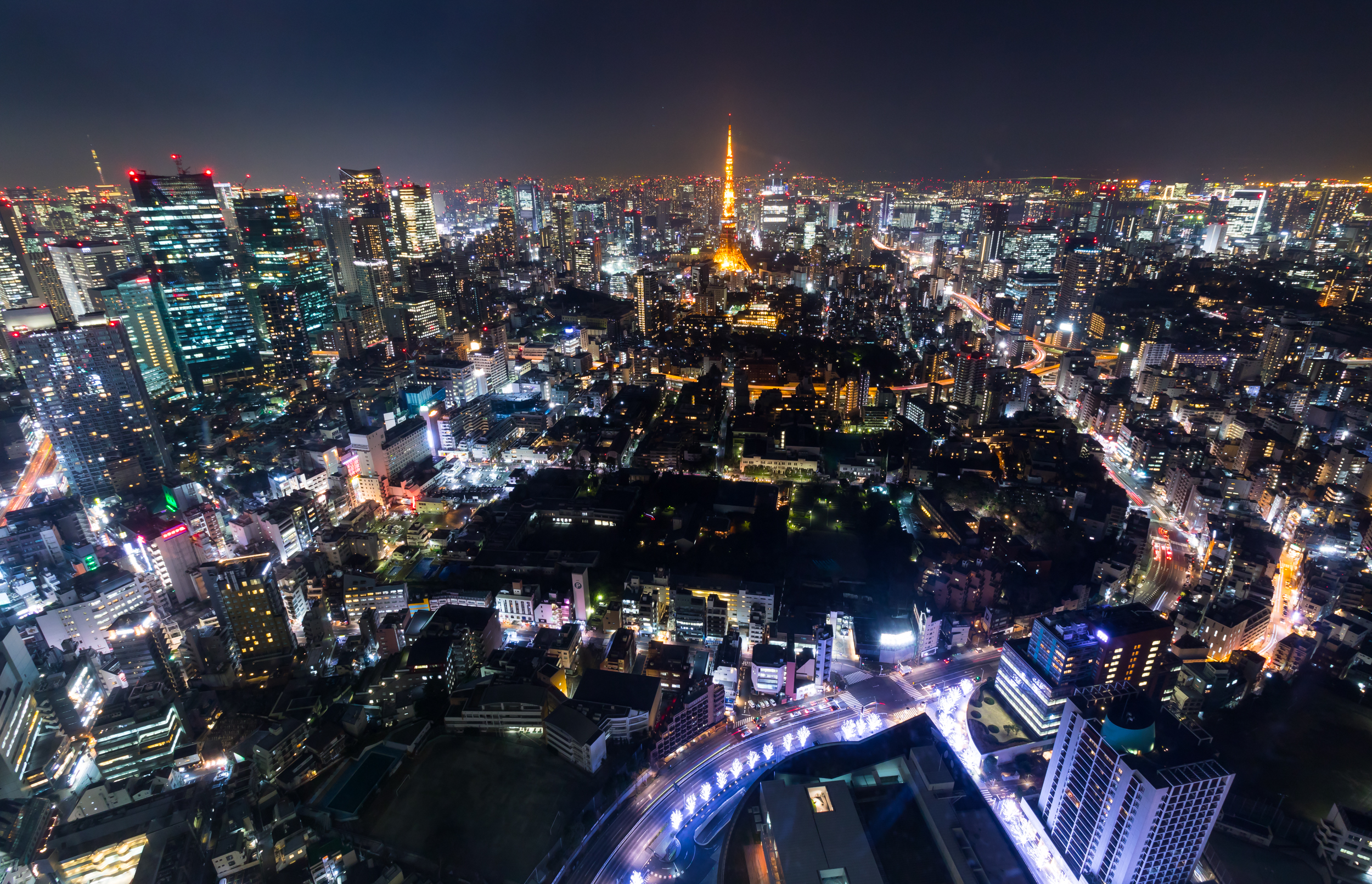
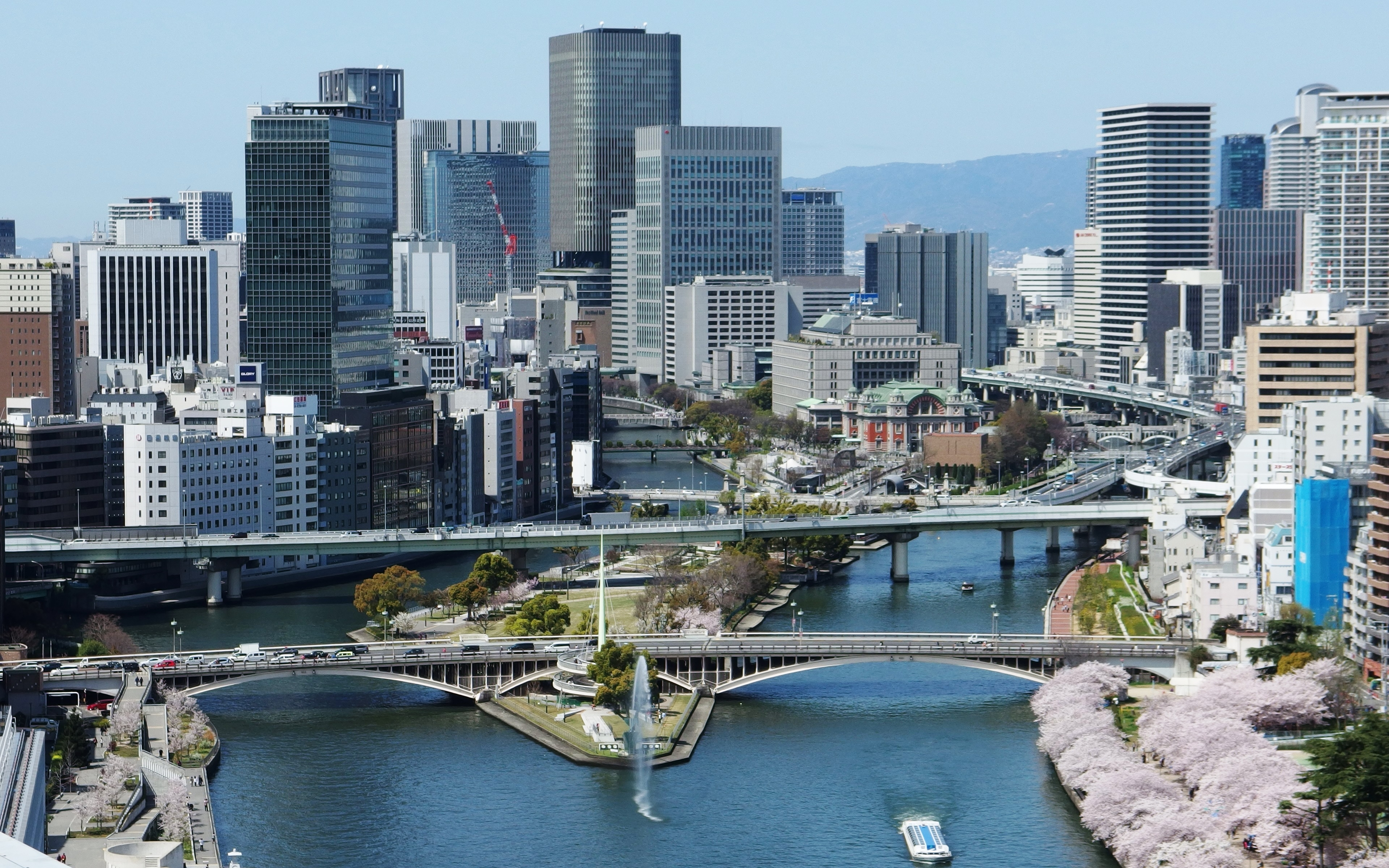
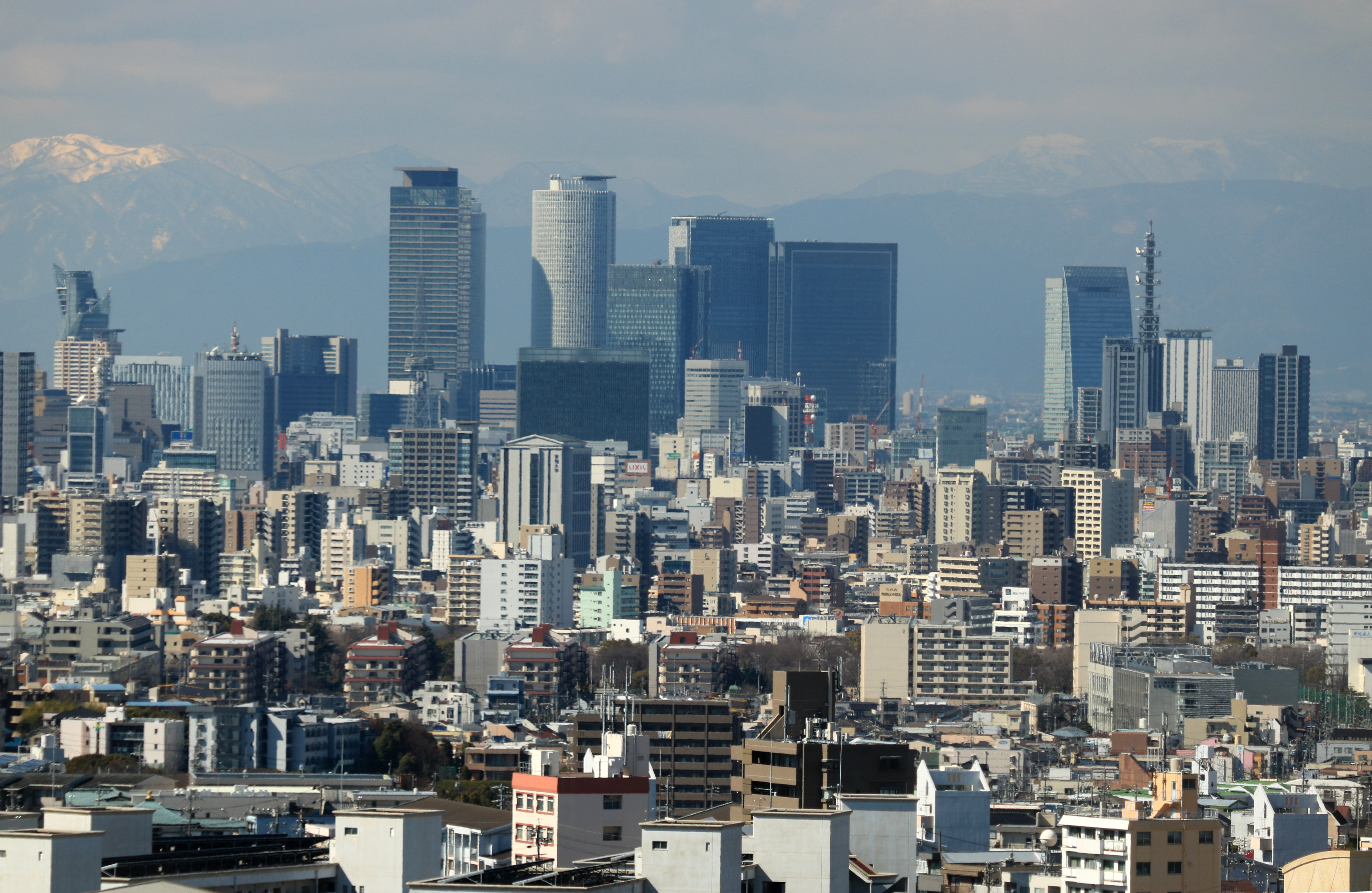

## حواضر عربية
- غزه
- الإسكندرية
- عمان
- الرباط
- بيروت
- جدة
- الجزائر العاصمة
- عنابة
- حلب
- الدار البيضاء
- صنعاء
- أبوظبي
- دبي
- دمشق
- القاهرة
- الرياض
- بغداد

## حواضر عالمية
- باريس
- تورونتو
- جوهانسبرغ
- طوكيو
- لندن
- لوس أنجلوس
- مكسيكو سيتي
- مونتريال
- نيويورك
- شانغهاي